# Géographie des Fidji

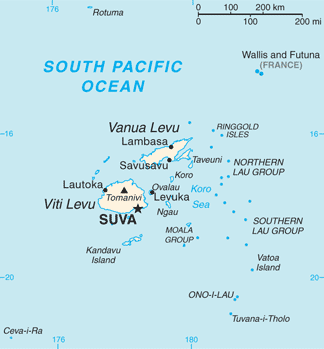
Carte des Fidji.

Les Fidji sont un groupe d’îles et archipels volcaniques dans le Pacifique sud, à l’est du Vanuatu et au nord de la Nouvelle-Zélande. 

## Géographie physique
Sur l’ensemble des 322 îles et 522 îlots qui composent l’archipel, 106 sont habités en permanence. Viti Levu, la plus grande, couvre à elle seule 57 % de la surface du pays et accueille 69 % de la population, les deux plus grandes villes, la capitale Suva et Lautoka, ainsi que l’aéroport international à Nadi. Vanua Levu, à 64 km au nord de Viti Levu, couvre 30 % du territoire et accueille 15 % de la population. Ses villes principales sont Labasa et Savusavu.
Le relief est montagneux, avec des pics abrupts culminant à 1 300 mètres, et couvert de forêt tropicale. Les côtes au vent (exposées au sud-est) reçoivent de fortes précipitations qui peuvent atteindre 3 000 mm par année. Les plaines des côtes ouest sont protégées des vents dominants par des chaînes montagneuses et bénéficient d’une saison sèche propice à la culture de la canne à sucre. Le climat est tropical, avec des variations saisonnières faibles.
Les autres îles couvrent 2,5 % du territoire pour 16 % de la population. Les principales sont Taveuni et Kadavu, puis les archipels Mamanuca, Yasawa, Lomaiviti et Lau. La seule grande ville située en dehors des deux grandes îles est Levuka, l'ancienne capitale, située sur l'île d'Ovalau dans l'archipel et la province de Lomaiviti.
La plus grande partie de la population est concentrée sur les côtes, l’intérieur étant beaucoup moins peuplé en raison de son relief très abrupt.

## Climat
Le climat des Fidji est tropical, doux et humide en toutes saisons. Les températures peuvent être relativement fraîches dans l'intérieur montagneux, avoisinant 12 à 15 °C pendant la nuit. Elles peuvent être chaudes sur le littoral et s'élever jusqu'à 32 °C.

## Données brutes
Les Fidji possèdent des ressources naturelles: bois, poisson, or, cuivre, énergie hydraulique, ainsi que quelques gisements de pétrole exploitables.
En 1993, les usages de la terre se répartissaient de la façon suivante[réf. nécessaire] :
- terres cultivables : 10 %
- cultures permanentes : 4 %
- pâturages permanents : 10 %
- forêts : 65 % (est. 1993).

Les terres irriguées représentent 30 km2 (estimation de 2003)[réf. nécessaire]
Le pays connaît des problèmes environnementaux, notamment la déforestation et l'érosion. Les Fidji sont vulnérables au réchauffement climatique.
Des cyclones tropicaux frappent l'archipel de novembre à janvier.

## Frontières
Les Fidji ont des frontières, toutes maritimes, avec cinq États : La France, les îles Salomon, les Tonga, les Tuvalu et le Vanuatu.